# José Javier Belloso Ezcurra
José Javier Belloso Ezcurra (Pamplona, 14 d'abril de 1967) és un exfutbolista navarrès, que ocupava la posició de davanter.
Format al planter de la Reial Societat, a l'estiu de 1991 puja del filial donostiarra, el Sanse, al primer equip. En eixa campanya 91/92 disputaria quatre partits de primera divisió amb els reialistes.